# Großorient von Österreich
Der Großorient von Österreich (GOÖ) mit Sitz in Wien ist eine Dachorganisation von Freimaurerlogen, die nach den Grundsätzen der Straßburger Deklaration des CLIPSAS vom 22. Jänner 1961 als gerechte und vollkommene Logen gegründet wurden. Sein Ziel ist es, diesen Logen als Großloge im Sinne der liberalen Freimaurerei einen größtmöglichen Entfaltungsraum einzuräumen.
Die Großloge versteht sich als pluralistisch. Unterschiedliche freimaurerische Rituale sind in Männer-, Frauen- und gemischten Logen gleichberechtigt nebeneinander möglich. Der Großorient von Österreich vereint in seinen Logen Freimaurer beiderlei Geschlechts ohne Unterschied von Herkunft, Religion und Weltanschauung.
Der Großorient von Österreich ist Gründungsmitglied des CLIPSAS (Centre de Liaison et d’Information des Puissances maçonniques Signataires de l’Appel de Strasbourg, 22 janvier 1961). Er bekennt sich in dessen Sinne zur absoluten Gewissensfreiheit und zur Toleranz. CLIPSAS ist ein Verbindungs- und Informationszentrum der Freimaurerischen Signatarobödienzen der Straßburger Deklaration, in dem mittlerweile über 70 Obödienzen weltweit verbunden sind.

## Geschichte
Nach dem Wiedererstehen der Freimaurerei in Österreich nach der Zeit des Nationalsozialismus bemühte sich die Großloge von Wien für Österreich um ihre Anerkennung durch die Vereinigte Großloge von England. Diese forderte zu Beginn der 1950er Jahre als Bedingung für die Anerkennung der Großloge von Wien für Österreich als „regulär“  unter anderem das Ende jeglicher Beziehungen zu „irregulären“ Logen, so auch z. B. zu solchen, die dem Großorient von Frankreich (GOdF) angehörten. Eine Gruppe vorwiegend jüngerer Brüder, fast alle aus der Wiener Loge Zukunft kommend, wollte diesen anbefohlenen Kurswechsel jedoch nicht mittragen. Nachdem die Vereinigte Großloge von England im Herbst 1952 formell die Großloge von Wien für Österreich anerkannt hatte, begannen die liberaler eingestellten Mitglieder der Loge Zukunft ab Herbst 1953 „unter freiem Himmel“ zu arbeiten – also außerhalb der Großloge von Wien für Österreich –, und machten sich daran, eine zeitgemäße Form der freimaurerischen Arbeit zu entwickeln. In einer eingehenden Ritualdiskussion stellten sie alle Riten und Symbole in Frage mit dem Ziel, sie zu entstauben. Der Tempel sollte wieder zur Bauhütte werden.
Am 24. September 1955 wurde die Unabhängige Freimaurer Loge Wien (UFML) gegründet, die Verbindung zu anderen Logen (mit ähnlicher Geschichte) in Europa aufnahm. Von Anfang an wurden alternierend zu den 14-täglichen Logen-Zusammenkünften so genannte Konferenzarbeiten abgehalten, zu denen auch Nichtaufgenommene eingeladen wurden. Diese Konferenzen sollten vermeiden, dass die Freimaurerei „im Elfenbeinturm“ sitzt.
Im Dezember 1960 wurden durch Teilung der UFML die Logen Van Swieten und Sonnenfels gegründet, am 12. Jänner 1961 die Loge Tradition und von diesen drei Logen am gleichen Tag der Großorient von Österreich gegründet. Am 22. Jänner 1961 war der Großorient von Österreich eine der 11 Obödienzen, die den Appell von Straßburg unterschrieben und so den Dachverband CLIPSAS gründeten, der jene Obödienzen, die durch die Anerkennungsverhältnisse der Vereinigten Großloge von England (UGLE) ausgeschlossen waren, wieder zusammenführte.
Zwar zerfiel der Großorient von Österreich nach wenigen Jahren wieder, doch arbeiteten die verbliebenen Brüder in der UFML weiter.
1973 entstand unter Federführung der UFML ein unpolitisch-humanitärer Verein als Vorfeldorganisation und Plattform zum Kennenlernen von Freimaurern und Nichtaufgenommenen, für Vorträge und zur Förderung des Gedankenaustauschs. Ab 1978 wurden zu diesen Diskussionsabenden verstärkt auch Frauen eingeladen. Innerhalb der Männerloge UFML wurde jahrelang diskutiert, ob sie die liberalen Grundsätze etwa betreffend der Aufnahme von Frauen nicht auch selbst in die Tat umsetzen sollten, damit aus dem Brüderbund ein Menschenbund werde. Die Initiation von Frauen wurde eingehend diskutiert und dann ab 1985 in neuer Form ermöglicht.
1974 wurden „Neue Pflichten“ als Ergänzung zu den Alten Pflichten verfasst, die bis heute gelten. Zu den Grundsätzen der UFML gehörte seit ihrer Gründung ein Verständnis von Freimaurerei, das auch auf die früheren gesellschaftspolitischen Wirkungsmöglichkeiten zurückgreifen wollte.  Dieser Text ist in seinem Grundverständnis ein Versuch, die alte Flamme der Aufklärung, das Licht der Vernunft in einer Welt der Widersprüche, der Inhumanität und der Gleichgültigkeit, wieder stärker zum Leuchten zu bringen.
1985 fühlte sich die UFML stark genug, wieder die Bildung eines Großorients zu wagen. Am 8. Mai 1985 wurde das Licht in der Loge Zu den Neuen Pflichten entzündet, am 26. Juni folgte die Loge Gotthold Ephraim. Am gleichen Tag formierten sich die 3 Logen wieder als Großorient von Österreich. Am 27. November 1985 wurden endlich sechs Frauen in die beiden neuen Logen aufgenommen. Die Traditionsloge UFML blieb bis März 2004 eine Männerloge, jedoch mit ausdrücklichem Besuchsrecht für Schwestern.
1990, nach dem Fall des Eisernen Vorhanges, wurde unter der Ägide des Großorients von Österreich eine interobödienzielle Ausbildungs- und Forschungsloge namens Perpetuum Mobile gegründet.
Am 19. September 1998 entzündete die Männerloge Zu den Drei Spiegeln, am 2. Oktober 1999 die gemischte Loge Sapientia Cordis ihr Licht innerhalb des Großorients.
Am 16. Mai 2001 wurde die Loge H.I.R.A.M. in den Großorient von Österreich aufgenommen und damit ein Schritt in Richtung Pluralismus gesetzt, da diese Loge im „Schottischen Ritus“ arbeitet.
Am 21. Mai 2003 erfolgte die Aufnahme der Loge Zur Königlichen Kunst, welche in einem Französischen Ritual (in deutscher Sprache) arbeitet.
Im Sommer 2003 kam es zu Wirren und die drei Gründungslogen (UFML, Zu den Neuen Pflichten, Gotthold Ephraim) verließen den Großorient von Österreich. Vier Jahre später schlossen sie sich zur Liberalen Großloge von Österreich zusammen.
Am 28. September 2005 entzündete die gemischte Loge Euklid ihr Licht; sie wurde am 21. Dezember als fünfte Loge in den Großorient aufgenommen. Sie betont explizit die Laizität und lädt besonders auch Atheisten beiderlei Geschlechts ein.
Durch in Wien lebende francophone Brr. & Srrn. erfolgte der Anstoß zur Gründung einer französischsprachigen Loge, die ihr Licht am 13. März 2010 unter dem Namen Confluences (= Zusammenflüsse) entzündete. Sie arbeitet im Rite français moderne.
Am 1. Mai 2010 entzündete die Loge Phoibos Apollon  die Lichter, ihre Brüder arbeiten im Alten und Angenommenen Schottischen Ritus. Ebenfalls in diesem Ritus arbeiten die Schwestern und Brüder der  bulgarischsprachigen Loge Orpheus Sophia in Sofia, der Hauptstadt Bulgariens. Sie haben am 3. November 2012 unter der Ägide des Großorients von Österreich ihr Licht entzündet, im Rahmen des Winterjohannisfestes 2012 wurde die Loge Orpheus Sophia (ОРФЕЙ СОФИЯ)  als reguläre Mitgliedsloge des Großorients von Österreich feierlich aufgenommen. Nach dem Ausscheiden der Loge H.I.R.A.M. wurde im Dezember 2015 die Loge Tempel Salomos gegründet, im Mai 2016 folgte die Gründung der Loge Metamorphoses.
Die aktuell neun Logen des Großorients von Österreich halten den Grundgedanken hoch, dass die Freimaurerei wieder eine gesellschaftspolitische Bedeutung erzielen sollte, ein Denken in ethisch-moralischen Kategorien ohne Dogmatismus jedoch mit Langzeit-Perspektiven, das die Freimaurer auszeichnet. Sie wollen sich mehr der Öffentlichkeit stellen und als Vorbilder in der Gesellschaft wirken.